# Phytomyptera spathulata
Phytomyptera spathulata là một loài ruồi trong họ Tachinidae.